# Hans Dieter Aigner
Hans Dieter Aigner (* 1958 in Linz) ist ein österreichischer Künstler und Schriftsteller.

## Leben
Hans Dieter Aigner studierte an der Pädagogischen Akademie. Seit 1985 arbeitet er als bildender Künstler und beteiligt sich an Ausstellungen. 1991 wurde er auch als Schriftsteller tätig. 1993 erhielt er den Literaturpreis des Linzer-City-Ringes. Im selben Jahr sowie 2000 wurde er mit einem Arbeitsstipendium für Literatur des Landes Oberösterreich ausgezeichnet sowie 2002 mit dem Auslandsstipendium des Landes Oberösterreich in Krumau (Český Krumlov), Tschechien. Aigner schreibt erzählende Prosa und Lyrik.

## Werke
- Gegenüber, Arovell Verlag, Gosau 2004
- Sekuloff reist, Edition Pro Mente, Linz 2002
- ... von einem, der auszog ..., Erzählungen, Edition Pro Mente, Linz 1999